# Disjunkta mängder

Tre disjunkta mängder. Inga gemensamma element förekommer

Inom mängdläran sägs två mängder A och B vara disjunkta mängder (även kallat oförenliga mängder) om de saknar gemensamma element. Det är samma sak som att säga att snittet mellan A och B är tomma mängden, vilket skrivs 
{\displaystyle A\cap B=\varnothing }
Begreppet kan utvidgas till att gälla ett godtyckligt antal mängder. En mängd A är disjunkt om alla element i A (oavsett antal) saknar gemensamma element. Ingen av elementen i A får då ha något element gemensamt med något annat; de är parvis disjunkta, vilket skrivs som
{\displaystyle \cap A=\varnothing }